# Gobiconodontidae
A Gobiconodontidae az emlősök (Mammalia) osztályába és a kihalt Gobiconodonta rendjébe tartozó család.

## Tudnivalók
A Gobiconodontidae család 2011-ig az Eutriconodonta rendbe tartozott, azonban az új felfedezéseknek, továbbá Averianov és Lopatin nevű őslénykutatók vizsgálatainak köszönhetően ezt a családot kivonták ebből a rendből és áthelyezték egy újonnan megalkotott rendbe, az úgynevezett Gobiconodontába.

## Rendszerezés
A családba az alábbi 4-5 nem tartozik:
- Gobiconodon Trofimov, 1978 - szinonimája: Guchinodon
- Hangjinia Godefroit & Guo, 1999
- Huasteconodon Montellano et al., 2008[4]
- Meemannodon Meng et al., 2005[5]
- ?Repenomamus Li et al., 2000[6] - e családba való sorolása vitatott; egyes őslénykutató szerint önálló családba, Repenomamidae-ba kéne áthelyezni.

## Fordítás
Ez a szócikk részben vagy egészben  a   Gobiconodontidae című angol Wikipédia-szócikk ezen változatának fordításán alapul.  Az eredeti cikk szerkesztőit annak laptörténete sorolja fel. Ez a jelzés csupán a megfogalmazás eredetét és a szerzői jogokat jelzi, nem szolgál a cikkben szereplő információk forrásmegjelöléseként.